# Archytas infumatus
Archytas infumatus là một loài ruồi trong họ Tachinidae.